# Wapen van Meierijstad

Wapen van Meierijstad

Het wapen van Meierijstad bestaat uit elementen afkomstig van de wapens van de drie voorgaande gemeenten die sinds 1 januari 2017 de gemeente Meierijstad in Nederland vormen.

## Blazoen
De beschrijving luidt: 
"Doorsneden: I gedeeld: 1 in sabel een schuinkruis, geblokt van keel en zilver; 2 in goud drie wassenaars van sabel; II in zilver een burcht met aan weerszijden hangtorentjes, alles van keel. Het schild gedekt met een kroon van drie bladeren en twee parels."
De beschrijving maakt geen melding dat de wassenaars 2 en 1 geplaatst staan. Het wapen bestaat uit het schuinkruis (Van Erp) van Veghel, de wassenaars (Van Duivenvoorde, verwant aan Wassenaer) van Schijndel en de burcht (ontleend aan het middeleeuws vrijheids- of stadszegel) van Sint-Oedenrode.
Het wapen werd ontwikkeld door een stuurgroep (bestaande uit de drie burgemeesters) en gezamenlijke heemkundeverenigingen, sinds 2016 verenigd in het "Platform Erfgoed Meierijstad" (PEM) in samenwerking met de Hoge Raad van Adel.

## Geschiedenis

Ontwerp van de PEM

Het PEM had een voorstel verzonden aan de Hoge Raad van Adel, met daarop een gevierendeeld wapen in een andere kleurstelling tevens een verzoek voor een markiezenkroon. In het ontwerp van het PEM werden voor het tweede kwartier, de molenstenen uit het wapen van Peelland opgenomen omdat de drie gemeenten een historische band hebben. Een wens was om het schild in een (vierkante) accoladevorm te krijgen, net zoals de wapens van Veghel en Sint-Oedenrode dat hebben. Het Andreaskruis zwart-goud op een veld van azuur, de molenstenen in zwart op een gouden veld, de wassenaars zwart op een gouden veld, ten slotte de burcht in goud op een blauw veld. De werkgroep meende op basis van verleende vrijheidsrechten (plaats met stadsrechten, zonder recht op een stadsmuur, vergelijkbaar met een vlek) aan Sint-Oederode door hertog Jan III van Brabant recht te hebben op een markiezenkroon. Tevens was het de wens om de edelstenen in de kleuren van de wapens te veranderen, twee blauwe, twee rode en één zwarte.
Het ontwerp werd afgewezen door de Hoge Raad van Adel. Betreffende de kleurensymboliek voor kronen, omdat dit ongebruikelijk is in de heraldiek. Daarnaast wees de Raad de gewenste schildvorm, markiezenkroon en rijkskleuren af. Met name de rijkskleuren vond de Raad een ongelukkige keuze. In de 19e eeuw werden met name in Noord-Brabant veel wapens in deze kleuren bevestigd (goud en azuur) omdat men destijds de oorspronkelijke kleuren niet (meer) wist. De raad kwam op 16 december 2016 met het voorstel om Peelland te laten vervallen, de burcht daarmee prominenter in beeld te brengen op de onderste schildhelft, de burcht in de streekeigen kleuren (rood op zilver) uit te voeren.
Het PEM zond als reactie een uitvoerig, ruim 35 pagina's groot antwoord retour. Het PEM was kritisch over de blokken van het Andreaskruis en vond dat deze te veel op ruiten leken. De werkgroep ondernam nogmaals een pleidooi voor de gewenste markiezenkroon. De burcht bestond in het voorstel van de Hoge Raad uit één toren met twee hangtorentjes, echter zonder het kenmerkende uitsteken ervan. Deze uitstekende hangtorentjes kwamen al voor op middeleeuwse zegels. Het PEM hield daarom vast aan de wens om deze kenmerkende vorm te blijven handhaven. Het PEM kon zich echter wel verenigen met de overige voorstellen van de Hoge Raad van Adel. De Hoge Raad deed hierop een tweede voorstel. De kenmerkende vorm van de burcht zou (met enige tegenzin van de Hoge Raad) gehandhaafd blijven ten behoeve van de herkenbaarheid voor de burgers, wel werd de vorm heraldisch verbeterd. De "ruiten" in het Andreaskruis zouden wel degelijk blokken zijn, maar waren in het ontwerp enigszins vertekend, de beschrijving maakt melding over blokken. De markiezenkroon werd definitief afgewezen omdat deze kroon slechts mag terugkeren op het wapen van een nieuwe gemeente, als zo'n kroon eerder in gebruik was door een van de voorgaande gemeenten. Veghel en Schijndel voerden een gravenkroon, Sint-Oedenrode geen kroon.
De gemeenteraad accepteerde het voorstel, waarmee overeenstemming werd bereikt. De gemeenteraad achtte het niet zinvol om een ontwerp in te dienen dat geen goedkeuring van de Hoge Raad verdragen kon. De burgemeester deed een verzoek aan de koning om het wapen per Koninklijk Besluit te laten vastleggen voor de gemeente. Met het koninklijk besluit van 23 oktober 2017 werd het wapen aan de gemeente verleend.

## Verwante wapens

wapen van Veghel
wapen van Schijndel
Wapen van Sint-Oedenrode